# Tautoneura
Tautoneura är ett släkte av insekter. Tautoneura ingår i familjen dvärgstritar.

## Dottertaxa tillTautoneura, i alfabetisk ordning[1]
- Tautoneura ahmedi
- Tautoneura alba
- Tautoneura albida
- Tautoneura arachisi
- Tautoneura bellula
- Tautoneura bena
- Tautoneura choui
- Tautoneura deska
- Tautoneura dubiosa
- Tautoneura dubiosissima
- Tautoneura dukara
- Tautoneura eda
- Tautoneura erythropunctatus
- Tautoneura ficaria
- Tautoneura formosa
- Tautoneura fusca
- Tautoneura incisa
- Tautoneura indefinita
- Tautoneura japonica
- Tautoneura kira
- Tautoneura klara
- Tautoneura leucothoe
- Tautoneura longiprocessa
- Tautoneura maculosa
- Tautoneura manica
- Tautoneura marthae
- Tautoneura mayarami
- Tautoneura misrai
- Tautoneura mori
- Tautoneura mukla
- Tautoneura multimaculata
- Tautoneura mureda
- Tautoneura napa
- Tautoneura ochreleuca
- Tautoneura panthera
- Tautoneura panti
- Tautoneura pewna
- Tautoneura prima
- Tautoneura redama
- Tautoneura sanguinalis
- Tautoneura secunda
- Tautoneura sinica
- Tautoneura smocza
- Tautoneura takaonella
- Tautoneura tricolor
- Tautoneura tripunctula
- Tautoneura unicolor
- Tautoneura zembata
- Tautoneura zizypha
- Tautoneura zobra
- Tautoneura zygina